# Feuges
Feuges település Franciaországban, Aube megyében. Lakosainak száma 332 fő (2022. január 1.). Feuges Aubeterre, Charmont-sous-Barbuise, Mergey, Saint-Benoît-sur-Seine, Sainte-Maure és Vailly községekkel határos.

## Népesség
A település népességének változása:
| Lakosok száma | 72   | 221  | 231  | 200  | 302  | 326  | 332  | 333  | 333  | 332  |
|               | 1968 | 1982 | 1990 | 2006 | 2013 | 2015 | 2017 | 2019 | 2020 | 2022 |